# Ale Müller
 (décembre 2017).
Si vous disposez d'ouvrages ou d'articles de référence ou si vous connaissez des sites web de qualité traitant du thème abordé ici, merci de compléter l'article en donnant les références utiles à sa vérifiabilité et en les liant à la section « Notes et références ».
Alejandra Müller Arrieta, née le 29 octobre 1997 à Mexico (Mexique), connue sous le nom de Ale Müller, est une actrice et chanteuse mexicaine connue pour tenir le rôle de Clara Licona dans la série CQ.

## Biographie
Ale Müller est née le 29 octobre 1997 à Mexico. Elle est connue pour le rôle de Clara Licona dans la série La CQ, celui de Catalina dans la série Divina, está en tu corazón ainsi que celui de Emilia Ruiz Ayala dans la série Like.

## Filmographie

### Cinéma

#### Films d'animations

##### Année 2010
- 2014 : La leyenda de las momias de Guanajuato : Valentina / Luis

### Télévision

#### Séries télévisées
- 2005 : Olvidarte jamás : Cristina
- 2010 : Niña de mi corazón : Evelyn
- 2011 - 2013 : La rosa de Guadalupe :
- 2012 - 2016 : Como dice el dicho :

- 2012 - 2014 : La CQ
- 2014 - 2015 : Mi corazón es tuyo : Admiratrice de Nando
- 2016 - 2017 : El show de Antonio : Elle même, Jessica

- 2017 : Divina, está en tu corazón : Catalina
- 2017 : Guerra de ídolos : Azul Montoya
- 2017 : Hoy voy a cambiar : Claudia
- 2018 : Atrapada : Corina Herrera
- 2018 : Like (série télévisée) : Emilia Ruiz Ayala
- 2019 : Por amar sin ley : Cecilia Altamirano
- 2019 : Juntos el corazón nunca se equivoca : Carlota

## Distinctions

### Kids Choice Awards Mexico
| Année | Catégorie        | Nomination          | Résultat |
| ----- | ---------------- | ------------------- | -------- |
| 2013  | Actrice favorite | La CQ               | Gagnante |
| 2014  | Actrice favorite | La CQ               | Nommée   |
| 2015  | Elle-même        | Fille la plus jolie | Nommée   |

### Premios TVyNovelas
| Année | Catégorie               | Nomination | Résultat |
| ----- | ----------------------- | ---------- | -------- |
| 2019  | Meilleure jeune actrice | Like       | Nommée   |

### Premios Eres
| Année | Catégorie         | Nomination | Résultat |
| ----- | ----------------- | ---------- | -------- |
| 2019  | Meilleure actrice | Like       | Gagnante |